# Исафьордюр
И́сафьордюр (исл. Ísafjörður, букв. «ледяной фьорд») — город на северо-западе Исландии. Является крупнейшим городом на полуострове Вестфирдир.

## География
Город Исафьордюр находится на крайнем северо-западе Исландии, в регионе Вестфирдир. Административный центр общины Исафьярдарбайр.
Город лежит на берегу Скютюль-фьорда, одного из рукавов крупнейшего в Вестфирдире фьорда — Иса-фьорда. Город является торговым и хозяйственным центром региона Вестфирдир. Площадь города постоянно увеличивается при помощи осушения и засыпки песком акватории фьорда. Население города Исафьордюр составляет 3 968 человек (на 1 декабря 2008 года).

## История
Первые поселенцы появились на месте нынешнего города ещё в 920 году. Позднее здесь селятся норвежские и исландские торговцы, а в XVI веке несколько английских и немецких компаний создают в Исафьордюре свои фактории. Впоследствии, когда в годы датского правления в Исландии действовал запрет на ведение внешней торговли, на южной окраине города были возведены ряд зданий, являющихся сегодня старейшими из сохранившихся в Исландии (напр. Тьёрухусид, постр. 1734 г.).
Начиная с XVIII века благосостояние жителей города постепенно растёт благодаря созданным здесь производствам по переработке, солению и сушению рыбы. Торговые права Исафьордюр получил в 1787 году, городской статус — в 1866 году.

## Инфраструктура

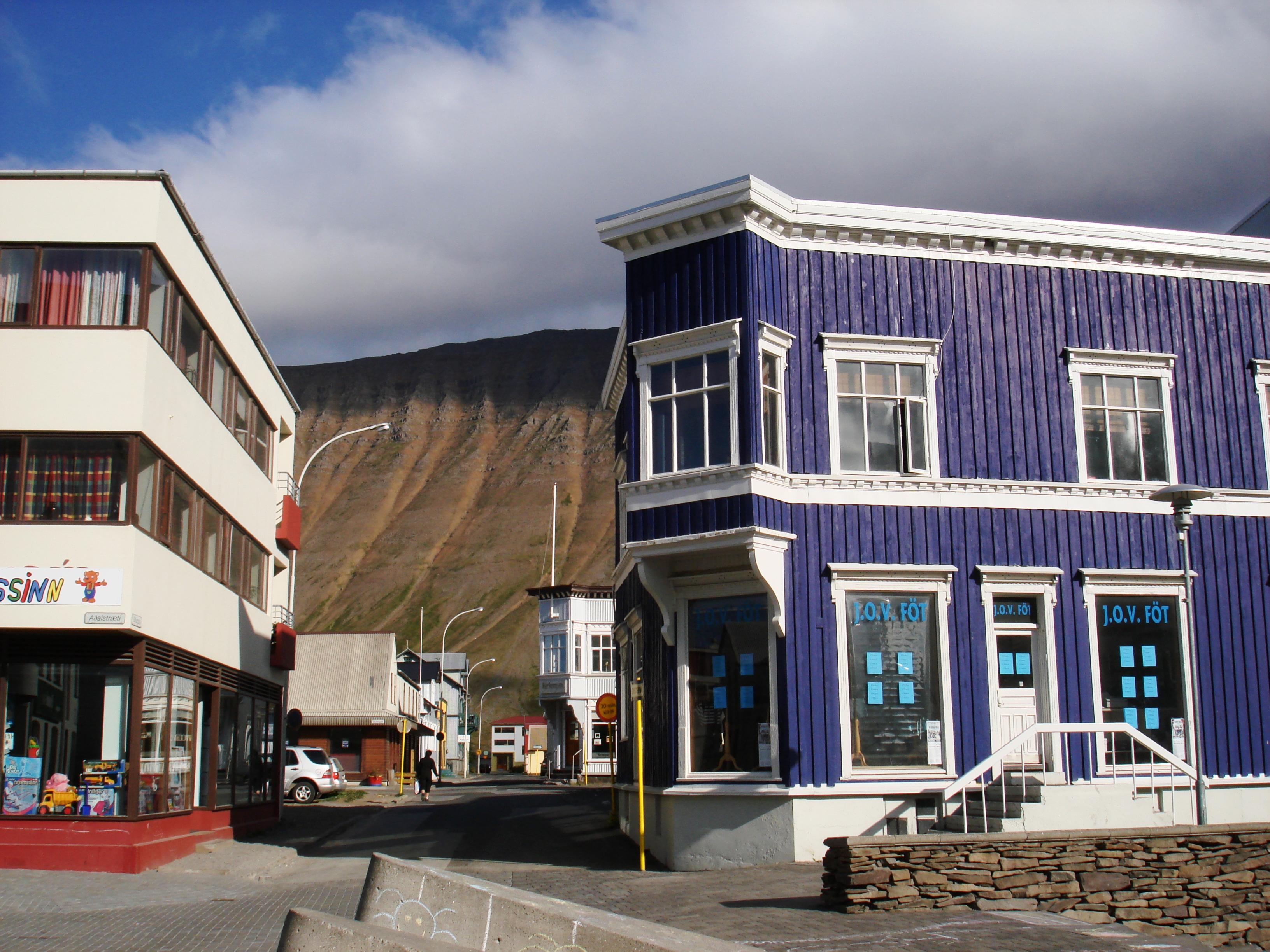
Центр города

Несмотря на свои небольшие размеры, численность населения, и историческую изоляцию от остальной части страны, в Исафьордюре есть музыкальная школа, церковь, а также несколько больниц. Здание старейшей больницы города на данный момент вмещает в себя культурный центр с библиотекой и выставочным залом. Недавно маленький город стал известен в Исландии, как центр альтернативной музыки, и ежегодный фестиваль Aldrei fór ég suður был создан для выступления артистов со всей Исландии и даже из других стран. 

Так же в марте 2005 года в Исафьордюре был создан университетский центр Háskólasetur Vestfjarða, который действует, как центр дистанционного обучения для 7000 жителей западных фьордов.

## Культура
В 2002 году Эдн Элиас Гвюдмюндссон (больше известный, как Mugison) и его отец, Гвюдмюндюр Кристьяунссон (больше известный, как Papamug), организовали первый рок-фестиваль ‘Aldrei fór ég suður’, который стал ежегодным и проводится в Исафьордюре каждый год в середине апреля. Название фестиваля переводится с исландского языка как «Я никогда не бывал на юге», что относится к юным исландцам, которые не покинули свои родные края и не переехали на юг, в Рейкьявик, а создали музыкальные общины у себя в Исафьордюре.
Начиная с 2003 года, в городе также каждый год в июне проводится музыкальный фестиваль «Við Djúpið», в котором принимали участие известные музыканты и певцы со всего мира.

## Спорт
В 2010 и 2011 годах Исафьордюр принимал чемпионат Европы по болотному футболу. Кроме футбола и болотного футбола в Исафьордуре популярными видами спорта являются каякинг, гребля на каноэ. В четырех километрах к юго-востоку от города имеются поля для гольфа размером в 15 гектаров.

## Известные уроженцы и жители
- Олафур Рагнар Гримссон, президент Исландии
- Гвюдйоун Аднар Кристьяунссон, исландский политик, председатель Либеральной партии Исландии с 2003 по 2009 год.